# Baldersbrå
Baldersbrå, Tripleurospermum indorum, är en korgblommig ört som förekommer i Eurasien, Nordafrika och Nordamerika.

## Beskrivning
Hjärtblad: Tunglika till ovala (4–6 mm).
Groddblad: Första bladparet är enkelt parflikiga med kort toppflik, vartefter nya blad framkommer blir det mer starkt flikiga och dillika. Övervintrade plantor och småplantor bildar en bladrosett.
Höjd: 20–70 cm
Blomman: Vanligen 2–5 cm med gula, rörformade diskblommor och med vita tunglika strålblommor runtom. De vita strålblommorna är svagt tre-tandade. Blomfästet är plattat och kompakt i genomskärning.
Skaft: Upprätt stam som oftast är förgrenat. Skaftet är svagt räfflat och saknar i de flesta fall behåring även om det kan förekomma på unga plantor.
Blad: Mycket flikiga tunna trådar, dillika.
Frö/Frukt: 2 mm stora trianglar med ljusgula ribbor, sätter cirka 25.000-250.000 frö per år.
Livsmiljö/habitat: Baldersbrå förekommer i hela Sverige och är en vanligt förekommande art. Den trivs på kulturpåverkad mark så som trädgårdar, vägkanter och på åkermark.
Livscykel: Ettårig, annuell, vinterannuell.

## Förväxlingsarter
Baldersbråns blomställning med sina gula diskblommor och vita kantblommor är mycket lik prästkragens, men bladen är mycket flikiga i tunna trådar (ser ut ungefär som dill), och är därmed relativt lätta att skilja åt. Kamomill (Matricaria recuita L.) skiljs ganska lätt från baldersbrå genom att baldersbråns diskblommor bildar en tillnärmelsevis platt skiva, medan kamomillens diskblommor är en utpräglat toppig samling som dessutom är ihålig, vilket baldersbråns inte är. Kamomill har även en sötaktig och kryddig doft. Den lite svårare arten att urskilja baldersbrå från är kustbaldersbrå. Dessa två tillhör samma släkte och kan korsa sig och blir fertila hybrider som även kan återkorsa sig med föräldrarnas arter vilket kan göra det svårt med artbestämning. Kustbaldersbrå är flerårig och har inte lika spänstig stjälk som baldersbrå. Stjälken kan även vara rödaktig och vedartad nedtill samt att dess blad är köttigare likt prästkragen.

## Ogräs
Inom jordbruket betraktas baldersbrå som ett vinterannuellt ogräs och det finns metoder för bekämpning. Vinterannuellt innebär att den gror på hösten och övervintrar under vintern i ett groddstadie, och blommar och sätter frö sommaren därpå. Ibland talar man även om den som flerårig på grund av dess fenotypiska växtsätt och starka konkurrensförmåga. I Nordamerika betraktas den som en invasiv art.
Baldersbrå är ett fröogräs som är både höst- och vårgroende. Frönas livslängd i marken är cirka 1-5 år. Arten är allmänt förekommande i hela landet, men den trivs bättre på tyngre jordarter än sandiga. Den förekommer i alla odlade grödor. Störst problem gör den i höstsådda grödor så som i höstsäd och höstoljeväxter, men även i vårsådda grödor kan den utgöra ett problem. Odling av vall konkurrerar bra mot baldersbrå. På grund av dess stora fröproduktion kan baldersbråfrön göra stor skada i en frövall. Baldersbrå klassas inte som ett giftigt ogräs men för mycket av växten ger ett osmakligt foder och kan ge dåligt lukt och smak till mjölk.

### Bekämpning
När baldersbrå gror tidigt på våren kan blindharvning, dvs. en grund harvning innan den odlade grödan kommit upp, ge bra effekt. Vanlig ogräsharvning är effektivt i hjärtbladsstadiet, men inte senare. I grödor odlade med större radavstånd än 12,5 cm går det bra att radhacka mot baldersbrå. Kemisk bekämpning med goda effekter kan utföras i de flesta vanliga odlade grödor i Sverige. : År 2015 såg man resistens mot grupp B/2 (hämning av acetolaktasyntas) i vete. Detta kan visa på att sorter av dessa biotyper är resistenta mot de verksamma substanserna florasulam, and tribenuron-methyl  och kan vara korsresistanta mot andra grupper av B/2 herbicider. ”Weedscience”. http://weedscience.com/Pages/Case.aspx?ResistID=15076.

## Namn

### Synonymer
- Tripleurospermum perforatum (Mérat) Wagenitz
- Matricaria inodora L.[5]

### Trivialnamn
Det finns många arter i familjen som påminner om varandra, och därför har det genom förväxlingar uppkommit en vild namnflora av såväl diverse vetenskapliga synonymer (en del illegitima) som av folkliga namn. Förvirringen är lika stor bland namnen på utländska språk för dessa arter. Namnet surkulla har använts för såväl den egentliga baldersbrån som för kamomillkulla (Anthemis cotula L. 1753). I Skåne kallas kamomillkulla "Ballerbrå" och "Ballersbrå". I Blekinge kallas kustbaldersbrå "Ballerbrå".

### Andra språk
På engelska benämns växten under dess latinska namn och med trivialnamn som scentless mayweed och false chamomile.

## Etymologi
Baldersbrå etc är en förvanskning av det folkliga namnet Balders ögonbryn.
I Gylfaginning förklaras att namnet kommer från kronbladens vithet:
| [...]Annarr sonr Óðins er Baldr, ok er frá honum gott at segja. Hann er beztr, ok hann lofa allir. Hann er svá fagr álitum ok bjartr, svá at lýsir af honum, ok eitt gras er svá hvítt, at jafnat er til Baldrs brár. Þat er allra grasa hvítast, ok þar eftir máttu marka fegurð hans bæði á hár ok á líki. | [...]Odins andre son heter Balder, och om honom är gott att säga. Han är den bäste i godhet och honom prisar alla. Han är så fager att skåda och så bjärt att det lyser om honom, och det finns ett gräs så vitt att det liknats vid hans ögonhår och heter baldersbrå; det är det vitaste av gräsen och av det kan du förstå hans fägring både till hår och lekamen. |  |